# Серменин
Серменин (мкд. Серменин) је насеље у Северној Македонији, у југоисточном делу државе. Серменин је насеље у оквиру општине Ђевђелија.

## Географија
Серменин је смештен у југоисточном делу Северне Македоније. Од најближег града, Ђевђелије, село је удаљено 15 km северозападно.
Село Серменин се налази у историјској области Бојмија. Село је на источним падинама планине Кожуф, на приближно 540 метара надморске висине. 
Месна клима је континентална.

## Становништво
Серменин је према последњем попису из 2002. године имао 18 становника.
Већинско становништво у насељу су етнички Македонци.
Претежна вероисповест месног становништва је православље.